# Mihail Viorel Bădescu
Mihail Viorel Bădescu (n. 24 septembrie 1953, Bughea de Jos, Regiunea Argeș, România) este un inginer chimist român, membru titular al Academiei Române din 2017.

## Biografie

### Activitatea profesională
După terminarea facultății, timp de cinci ani (1977-1982) lucrează ca inginer în industria chimică, abordând aspecte de raționalizarea fluxurilor tehnologice și economia de energie. În acest context a participat la proiecte de utilizare a energie solare folosind captatoare solare, la proiectarea unei centrale termice solare și la realizarea unui heliometru pneumatic (1975-77), precum și la realizarea de aplicații în acest domeniu - proiectarea și realizarea unei stații pilot de deshidratare și uscare a fructelor și legumelor (1978).
Ulterior (1982-1989), a lucrat în domeniul energiei nucleare,  participând la analiza solicitărilor mecanice în diferite subansambluri ale utilajelor dinamice și statice aflate în dotarea centralei nucleare de la Cernavodă.
În perioada (2008-2009) a participat la proiectarea și realizarea primei clădiri pasive de mari dimensiuni din România.

### Activitatea didactică
Își desfășoară cariera didactică în cadrul Colectivului de termotehnică al Departamentului "Termotehnică, Motoare, Echipamente Termice și Frigorifice" din cadrul Facultății de Inginerie Mecanică și Mecatronică.
În perioada 2012-2016 a fost director al Școlii Doctorale de Inginerie Mecanică a Universității Politehnica din București. Activitatea didactică și de îndrumare a cercetării științifice cu studenții se desfășoară în domenii precum: termotehnică și mașini termice, transfer termic, control optimal în ingineria proceselor termice, procese avansate de transfer.

## Recunoaștere
În cadrul Adunării Generale din 24 noiembrie 2017, prof. univ. dr. ing. Viorel Bădescu a fost ales membru titular al Academiei Române, în cadrul Secției de Științe Tehnice.